# Webinář
Webinář je živá forma online komunikace, která probíhá prostřednictvím Internetu pouze přes webový prohlížeč. Pojem „webinář“ pochází ze spojení slov webový + seminář a poprvé se začal používat začátkem 21. století společně s rozšířením technologií pro videokonference. Účastník webináře nepotřebuje extra hardware ani software a možnosti jeho využití jsou velice široké. V největší míře se webináře používají pro předání přínosných informací nebo představení a školení na určitý produkt či službu.

## Způsob komunikace a funkce webinářů
Komunikace při webinářích probíhá oběma směry a umožňují plné zapojení účastníků. Toto je hlavní rozdíl oproti webcastu, který je realizován pouze od přednášejících k účastníkům. Při webinářích mají účastníci možnost přímé interakce s přednášejícím pomocí chatu, hlasem (sluchátka a mikrofon) či videopřenosem za použití webové kamery.
Další nástroje pro zvyšování interaktivity a prohloubení zážitku z webináře jsou například ankety či sdílená tabule. Většina moderních systémů pro pořádání webinářů dovolují přednášejícímu i účastníkům sdílet prezentace, obrázky, videa, webové stránky či libovolnou aplikaci na jejich počítači. Velice užitečná funkce je možnost vytvoření nahrávky průběhu celého webináře. Nahrávka může být následně zaslána účastníkům nebo vystavena na některém serveru pro sdílení videa jako YouTube, Stream.cz či Google Video.
Webináře mohou sloužit i jako prostředek k prezentování názorů, pořádání rozhovorů nebo diskuzí. Příkladem může být využití webinářů v rámci předvolební kampaně podobně, jako to udělal prezident Obama v USA nebo pro živý rozhovor se známou osobností.

## Rozdíl mezi webinářem a online školením
Webináře jsou ve srovnání s online školením výrazně kratší (60–90 minut) a ve většině případů jsou bezplatné. Počet účastníků webinářů není nijak omezen a může být od několika jednotlivců až po tisíce lidí.
Online školení je placené vzdělávání pro malý počet účastníků (1–10 lidí). Hlavní důraz je kladen na co největší zapojení všech účastníků. Některé typy online školení se pořádají i pro jednoho účastníka, jako například online školení na Excel nebo výuka jazyků přes Skype. Délka online školení může být libovolná od jedné hodiny až po celodenní akci.

## Systémy pro webináře
- Adobe Acrobat Connect Pro
- DimDim
- GoToWebinar
- Webex
- Wiziq
- ONIF
- OnSync
- Viom.cz
- Microsoft Teams
- ZOOM